# Guy Ier de Laval
 (novembre 2013).
Si vous disposez d'ouvrages ou d'articles de référence ou si vous connaissez des sites web de qualité traitant du thème abordé ici, merci de compléter l'article en donnant les références utiles à sa vérifiabilité et en les liant à la section « Notes et références ».
Pour les articles homonymes, voir Guy de Laval et Guy Ier.
Guy Ier de Laval (v. 980/90 - † v. 1062) seigneur de Laval en 1020. À noter qu'il y a parfois confusion dans les livres entre Guy Ier de Laval, et son petit-fils Guy II de Laval.

## Famille
Herbert Ier du Maine, comte du Maine, confie vers 1020 le territoire de Laval à Guy de Dénéré (sans doute Denneray) qualifié de « Conditor », dans une charte du prieuré de Saint-Martin de Laval en 1050, pour y établir un château. Les vestiges les plus anciens retrouvés dans l'enceinte du château de Laval remontent d'ailleurs  à cette première moitié du XIe siècle. Situé à la proximité des frontières de trois provinces importantes, ce château ne pourra que se développer rapidement et le fief des seigneurs de Laval prospérer pendant plus de cinq siècles.
Guy Ier se mariera deux fois :
- Une première fois vers 1010/1015 avec Berthe, probablement une fille de Roger Ier de Tosny. Ils eurent cinq enfants :
  - Jean de Laval, moine à Marmoutier,
  - Hamon de Laval,
  - Hildesinde de Laval,
  - Agnès de Laval,
  - Hildeburgis  de Laval ;
- En secondes noces vers 1030, il se mariera avec Rotrude de Château-du-Loir, fille d'Hamelin de Château-du-Loir et d'Hildeburge de Bellême. Ce mariage fera de Guy de Laval le beau-frère de Haimon de Mayenne et de l’évêque Gervais de Belleme. Avec Rotrude il eut deux enfants : 
  - Gude Laval (mort vers 1067),
  - Gervais de Laval.

Guy Ier de Dénéré a projeté un pèlerinage à Jérusalem, en 1039[réf. nécessaire][source insuffisante].

## Origine
L'origine de Guy Ier de Laval est l'objet d'une polémique historique. Les archivistes paléographes Arthur-Bertrand de Boussillon et Robert Latouche, auteur d'une thèse sur les comtes du Maine, s'opposent, ainsi que l'abbé Angot, sur la question de l'origine du premier Guy de Laval. 
La conclusion de Latouche, discutée par l'abbé Angot, est que les deux chartes de la Couture sur lesquelles il s'appuyait pour identifier Guy de Danazeio avec Guy de Laval étant fausses, et que l'on n'en saurait rien tirer. Pour l'abbé Angot, l'interprétation des motifs qui ont déterminé la rédaction des articles d'une charte prétendue fausse du XIe siècle ou du XIIe siècle, est délicate. Les moines, faussaires ou non, pouvaient avoir un texte plus ou moins intact dont ils auraient pris la trame historique et modifié les passages intéressant leurs droits, et qu'ils auraient complété par l'adjonction de formules et de noms propres, sans se soucier des anachronismes. Quoi qu'il en soit, pour l'abbé Angot, Guy de Laval est bien le même personnage que Guido de Danazeio.
Un jugement qui n'est pas contesté, rendu en 1064 par Guillaume le Conquérant, nous apprend que, Guy Ier de Laval ayant donné à l'abbaye de Marmoutier un terrain dans le faubourg de Laval.
Guy de Laval, qui, avait donné l'église d'Auvers d'abord à Guérin, en gratifia ensuite après la mort de ce dernier et le renversement de ses projets, l'abbaye de la Couture. Dans le pays de son origine, Guy de Laval était encore connu sous le nom de Guido de Danazeio.
Les trois actes, celui de Guillaume le Conquérant, qui est authentique, et ceux de la Couture qu'on peut contester, concordent parfaitement pour les faits historiques qu'ils relatent. Les relations de Laval et de ses seigneurs avec Auvers continuèrent longtemps après la fondation du prieuré d'Auvers. La mention du moine Guérin dans la charte des religieux de la Couture est, de son côté, la preuve qu'ils étaient renseignés sur les origines de leurs possessions. 
Enfin, l'abbé Angot développe une raison positive pour identifier Guy de Laval avec Guido de Danazeio : c'est que les enfants de Guy de Laval étaient Hamon, celui qui a donné son nom à Auvers-le-Hamon, et Jean, qui fut religieux de Marmoutier. Ce sont aussi les noms des enfants qu'on donne à Guido de Danazeio. Ces rencontres-là ne sont pas fortuites à la même époque, sur ce même terrain ; c'est une preuve d'une identité déjà indiquée par tant d'autres circonstances. Pour lui, Guy de Laval est donc bien originaire de la Champagne du Maine.

## Légendes
La légende rapporte aussi que passant sur le pont qui enjambait la Mayenne au pied de son château, il tomba avec sa monture et, se voyant perdu, se recommanda à la Vierge Marie. Ramené mystérieusement sur le rivage, il faisait une prière de reconnaissance quand, dans les branches d’un chêne, la Sainte Vierge lui apparut. Il construisit une chapelle, appelée Notre-Dame d'Avesnières, et un monastère de religieuses où entrèrent ses filles. Les pèlerins accourent en nombre et la chapelle, plusieurs fois agrandie, fit place à une basilique achevée par le comte Guy V de Laval, arrière-petit-fils du fondateur. 